# Dirk Timmermann
Dirk Timmermann (* 7. März 1957 in Altena) ist ein deutscher Ingenieur. Er ist Universitätsprofessor und war von 1994 bis 2023 Direktor des Instituts für Angewandte Mikroelektronik und Datentechnik der Universität Rostock.

## Leben
Dirk Timmermann legte das Abitur am Burggymnasium Altena ab und studierte anschließend an der Universität Dortmund den Diplomstudiengang Elektrotechnik. Diesen schloss er 1984 ab und erhielt den Grad eines Diplom-Ingenieurs. Im Folgenden arbeitete er als wissenschaftlicher Mitarbeiter am dortigen Lehrstuhl Bauelemente der Elektrotechnik.
Von dort wechselte er an das neu gegründete Fraunhofer-Institut für Mikroelektronische Schaltungen und Systeme, Abteilung Signalverarbeitung und Systementwurf, in Duisburg und arbeitete an parallelen Hardwarealgorithmen und deren Anwendung in der digitalen Signalverarbeitung. Die Promotion zum Doktor der Ingenieurwissenschaften an der Universität Duisburg erfolgte im Jahr 1990.
Timmermann wurde 1993 als Professor für Datentechnik an die Universität-Gesamthochschule Paderborn, Abteilung Meschede berufen. 1994 folgte er einem Ruf als Universitätsprofessor auf den Lehrstuhl Rechner in Technischen Systemen der Fakultät für Ingenieurwissenschaften an der Universität Rostock. Er war bis Februar 2023 Leiter und geschäftsführender Direktor des Instituts für Angewandte Mikroelektronik und Datentechnik (bis 1996 Institut für Technische Informatik). Zeitweise war er Sprecher des Fachbereichs Elektrotechnik und Informationstechnik und Dekan bzw. Prodekan der Fakultät Informatik und Elektrotechnik. Von 2006 bis 2015 fungierte er als  stellvertretender Sprecher des DFG-Graduiertenkollegs "“Multimodal Smart Appliance Ensembles for Mobile Applications”. Von 2017 bis 2023 war er Mitglied im Vorstand des DFG-geförderten Sonderforschungsbereiches 1270: Elektrisch aktive Implantate. Im März 2023 wurde er zum Seniorprofessor ernannt.
Seine Forschungsgebiete sind hochintegrierte und verlustleistungsarme integrierte CMOS-Schaltungen und deren Anwendungen z. B. in Sensornetzwerken und Implantaten für die Tiefe Hirnstimulation und Knochenregeneration.